# یان هالدوف
یان هالدوف (سوئدی: Jan Halldoff) کارگردان و فیلم‌نامه‌نویس اهل سوئد است.
از فیلم‌هایی که وی در آن‌ها نقش داشته‌است، می‌توان به آخرین ماجرا، مهمانی شرکت و عروسی اشاره نمود.